# Michail Erasmowitsch Omeljanowski
Michail Erasmowitsch Omeljanowski (russisch Михаил Эразмович Омельяновский; * 1. Februar 1904 in Kiew; † 1. Dezember 1979 in Moskau) war ein sowjetisch-ukrainischer Philosoph und erster Direktor des Hryhorij-Skoworoda-Instituts der Philosophie in Kiew.
Omeljanowski war ein Experte für den dialektischen Materialismus und philosophische Probleme der Naturwissenschaft. Er war korrespondierendes Mitglied der Akademie der Wissenschaften der UdSSR, Mitglied der Akademie der Wissenschaften der Ukrainischen SSR und wurde mit zwei Orden des Roten Banners der Arbeit, einem Leninorden und mehreren Medaillen ausgezeichnet.

## Rezeption
Robert Havemann kritisierte 1962 Omeljanowskis Buch über "Philosophische Probleme der Quantenmechanik":

„Dies Buch ist ohne jede Bedeutung und wird dem Problem in keiner Weise gerecht. Eine Reihe von Philosophen in der Sowjetunion sind auch dieser Meinung, ebenso alle Physiker, die das Buch gelesen haben.“